# Spirytus mydlany
Spirytus mydlany (łac. saponis kalini spiritus FP XIII, syn. solutio saponis spirituosa, spiritus saponis kalini, zwykły spirytus mydlany) – preparat galenowy do użytku zewnętrznego, sporządzany według przepisu farmakopealnego. W Polsce na stan obecny (2024) skład określa szczegółowa monografia narodowa ujęta w t. 3 Farmakopei Polskiej XII. Spirytus mydlany jest roztworem mydła potasowego w stężonym etanolu z dodatkiem olejku lawendowego. Gęstość od 0,917 g/ml do 0,924 g/ml.
| mydło potasowe   | 50 cz. |
| etanol 96%       | 49 cz. |
| olejek lawendowy | 1 cz.  |

Mydło rozpuścić w 40 cz. etanolu, dodać olejku lawendowego rozpuszczonego w 9 cz. etanolu, zmieszać, pozostawić 24 h i przesączyć.
Spirytus mydlany znajduje zastosowanie w recepturze aptecznej jako surowiec farmaceutyczny do przygotowania płynnych postaci leku, m.in. roztwory dziegciu sosnowego i proderminy do mycia skóry głowy (głównie w leczeniu łuszczycy), a także per se jako środek odtłuszczający, myjący, ułatwiający odklejanie resztek opatrunków. Jest składową ciekłego opodeldoku.
Obecnie spirytus mydlany może być sporządzany wyłącznie w zakresie receptury aptecznej. Dawniej, do końca lat 90. był produkowany przemysłowo w Laboratorium Galenowym Cefarm Szczecin

## Historia
Skład i metoda przygotowania preparatu na przestrzeni lat ulegały zmianom.
| olej lniany         | 30 cz. |
| wodorotlenek potasu | 5 cz.  |
| woda oczyszczona    | 8 cz.  |
| etanol 95%          | 9 cz.  |

Preparat wykonywano dwuetapowo: przez zmydlenie oleju lnianego roztworem wodorotlenku potasowego (mydło potasowe otrzymane ex tempore, a następnie rozpuszczenie w rozcieńczonym etanolu).
| olejek lawendowy | 1 cz.  |
| woda oczyszczona | 20 cz. |
| etanol 95%       | 27 cz. |

Skład według Farmakopei Polskiej IV nieznacznie różnił się od obecnie obowiązującego – z tym, że zalecane było mydło potasowe świeżo przyrządzone (recente paratum):
| mydło potasowe   | 50 cz. |
| etanol 95%       | 50 cz. |
| olejek lawendowy | 1 cz.  |

Mydło potasowe, świeżo przyrządzone, zmieszać z 42 cz. etanolu 95%, dodać olejku lawendowego rozpuszczonego w 8 cz. etanolu, dokładnie wymieszać i pozostawić na kilka dni do całkowitego rozpuszczenia. W razie potrzeby przesączyć.
W Polsce dawniej był także sporządzany niefarmakopealny skład spirytusu mydlanego z dodatkiem olejku jałowcowego, zamiast lawendowego.
Jeden z obecnych synonimów „zwykły spirytus mydlany” nawiązuje dla odróżnienia do opisanego także w Farmakopei Polskiej II spiritus saponatus o następującym składzie:
| olej z oliwek (oliwa) (ol. Olivae, syn. ol. Olivarum) | 6 cz.  |
| ług potasowy 15% (kalium hydricum solutum)            | 7 cz.  |
| alkohol etylowy 90% v/v (spiritus)                    | 30 cz. |
| woda oczyszczona (aqua purificata)                    | 17 cz. |

W innych krajach (np. w Niemczech) rozróżnia się aż trzy różne składy spirytusu mydlanego:
- spiritus saponatus – Seifenspiritus (według DAC 2005; ze zmydlonego oleju z oliwek – sapo kalinus oleaceus)[10][11][12]
- spiritus saponis kalini – Kaliseifenspiritus (według DAB 6; mydło potasowe 50 cz., 90% etanol 50 cz.), bez dodatku olejku lawendowego[13]
- spiritus saponis kalini hebra (według EB 6; mydło potasowe 66 cz., 90% etanol 33,8 cz., olejek lawendowy 0,2 cz.)[14][15]